# Saturní III
Saturní III (Saturninus) fou un usurpador del tron imperial romà.
Només és conegut per una moneda o medalla, considerada autentica, molt ben descrita per l'historiador benedictí Anselmo Banduri, d'època impossible de precisar però probablement de la primera meitat del segle iv. Segurament commemorava la usurpació d'un pretendent del que la història no ha deixat cap més rastre. A l'anvers de la moneda un cap amb llamps i les paraules "IMP. CAE. SATVRNINVS AV."; a l'anvers un soldat caigut del seu cavall amb la llegenda FEL. TEM. REPARATIO, llegenda que es troba també a les monedes de Constant i Constanci.